# RBM11
RBM11 (англ. RNA binding motif protein 11) – білок, який кодується однойменним геном, розташованим у людей на короткому плечі 21-ї хромосоми. Довжина поліпептидного ланцюга білка становить 281 амінокислот, а молекулярна маса — 32 179.
| 10         |  | 20         |  | 30         |  | 40         |  | 50         |
| ---------- |  | ---------- |  | ---------- |  | ---------- |  | ---------- |
| MFPAQEEADR |  | TVFVGNLEAR |  | VREEILYELF |  | LQAGPLTKVT |  | ICKDREGKPK |
| SFGFVCFKHP |  | ESVSYAIALL |  | NGIRLYGRPI |  | NVQYRFGSSR |  | SSEPANQSFE |
| SCVKINSHNY |  | RNEEMLVGRS |  | SFPMQYFPIN |  | NTSLPQEYFL |  | FQKMQWHVYN |
| PVLQLPYYEM |  | TAPLPNSASV |  | SSSLNHVPDL |  | EAGPSSYKWT |  | HQQPSDSDLY |
| QMTAPLPNSA |  | SVSSSLNHVP |  | DLEAGPSSYK |  | WTHQQPSDSD |  | LYQMNKRKRQ |
| KQTSDSDSST |  | DNNRGNECSQ |  | KFRKSKKKKR |  | Y          |  |            |

A: Аланін

C: Цистеїн

D: Аспарагінова кислота

E: Глутамінова кислота

F: Фенілаланін

G: Гліцин

H: Гістидин

I: Ізолейцин

K: Лізин

L: Лейцин

M: Метіонін

N: Аспарагін

P: Пролін

Q: Глутамін

R: Аргінін

S: Серин

T: Треонін

V: Валін

W: Триптофан

Кодований геном білок за функцією належить до білків розвитку. 
Задіяний у таких біологічних процесах, як процесинг мРНК, сплайсинг мРНК, диференціація клітин, альтернативний сплайсинг. 
Білок має сайт для зв'язування з РНК. 
Локалізований у ядрі.